# Liquid War
《Liquid War》是一个多人动作游戏。此遊戲的创想源于托馬斯·科爾孔貝（Thomas Colcombet），而游戏則是由他和克里斯琴·摩迪（Christian Mauduit）编程。在6.X.X版本之前使用的自由軟件程式庫都是Allegro。此遊戲的授权协议为GPLv2，為GNU项目一部分。

## 游戏描述
此遊戲設定於一个包含固定障碍的2D平面战场上。2至6名玩家（人工智能或人類玩家）各拥有一个指针和一群粒子，而游戏目标就是吞噬所有对手的粒子。玩家只能控制指针，而不能直接控制粒子。玩家需要移动指针引导己方粒子移動，而粒子都會以最短路径绕过障碍物前往指针所在地。一个玩家可以同時控制多达數千个粒子，使聚集起來的粒子看起来像是液态小球。當一個粒子接觸另一方的粒子，則雙方的粒子需要互相对抗。如果一方的粒子并沒有与对方粒子对抗（反向移动），該粒子就會被攻擊方同化。儘管如此，粒子的總數仍然不會改變，因為粒子只會被同化，而不會被消滅。由於粒子只可向一個方向進攻（己方指针的方向），因此圍攻對手的玩家擁有優勢。當一个玩家完全同化了所有粒子，游戏就會结束。若时间用尽時，则控制最多粒子者胜利。地图的障碍对游戏策略有很多影响，而不同地圖上的障碍形狀、數量和分佈均不同。
《Liquid War》是一個多人游戏，最多支援6人在一台电脑上同時遊玩，或者透過互聯網或LAN對戰。玩家也可選擇單人模式，並與AI玩家对抗。AI玩家的策略為將指针移至敵陣的任何一點上。

## 歷史
《Liquid War》中的粒子移動時使用的最短路徑算法已於遊戲開發工作開始前由托馬斯·科爾孔貝研製。此遊戲是該算法的洐生遊戲，因為科爾孔貝發現最短路徑算法可以在這類遊戲中應用。科爾孔貝的朋友克里斯琴·摩迪後來協助科爾孔貝改進了該算法，並為遊戲編程。
《Liquid War》3.0於1995年7月1日發佈。當時，該遊戲是一個「幾乎不能使用」的，缺乏網絡連接的DOS遊戲。此遊戲的5.0版本於1998年9月26日發佈，該版本是原版的重寫版本，並且首次運用了Allegro。於5.4.0版（2001年7月7日發佈），遊戲首次支援網絡連接。 received the Most Original Linux Game award by The Linux Game Tome,截至2008年7月，最新版本為5.6.4版，且支援DOS、Microsoft Windows、Mac OS X、Linux和FreeBSD。遊戲作者克里斯琴·摩迪宣佈他們正在重寫此遊戲，並會以「6.0版」的形式登起。此遊戲的6.0版放棄使用Allegro，取而代之的是5.x版本的OpenGL。6.0版是GNU项目的一部分，並於2008年發佈。此遊戲的測試版，0.0.7 beta版, 於2009年10月發佈。而0.0.8版則於2010年發佈。雖然beta版仍然不支援網絡連接，但大部份遊戲和引擎已完成製作，且玩家能選擇以热座模式進行遊戲。

## 评价
於2002年，《Liquid War》在Linux Game Tome举办的2003年游戏投票中获得「原创独特游戏奖」。於2003年，此遊戲獲提名參加國際自由軟件競賽（Les Trophées du Libre）。

## 链接
- （英文）《Liquid War》 官方網站 （页面存档备份，存于）
- （英文）《Liquid War 6》 官方網站 （页面存档备份，存于）